# Otona

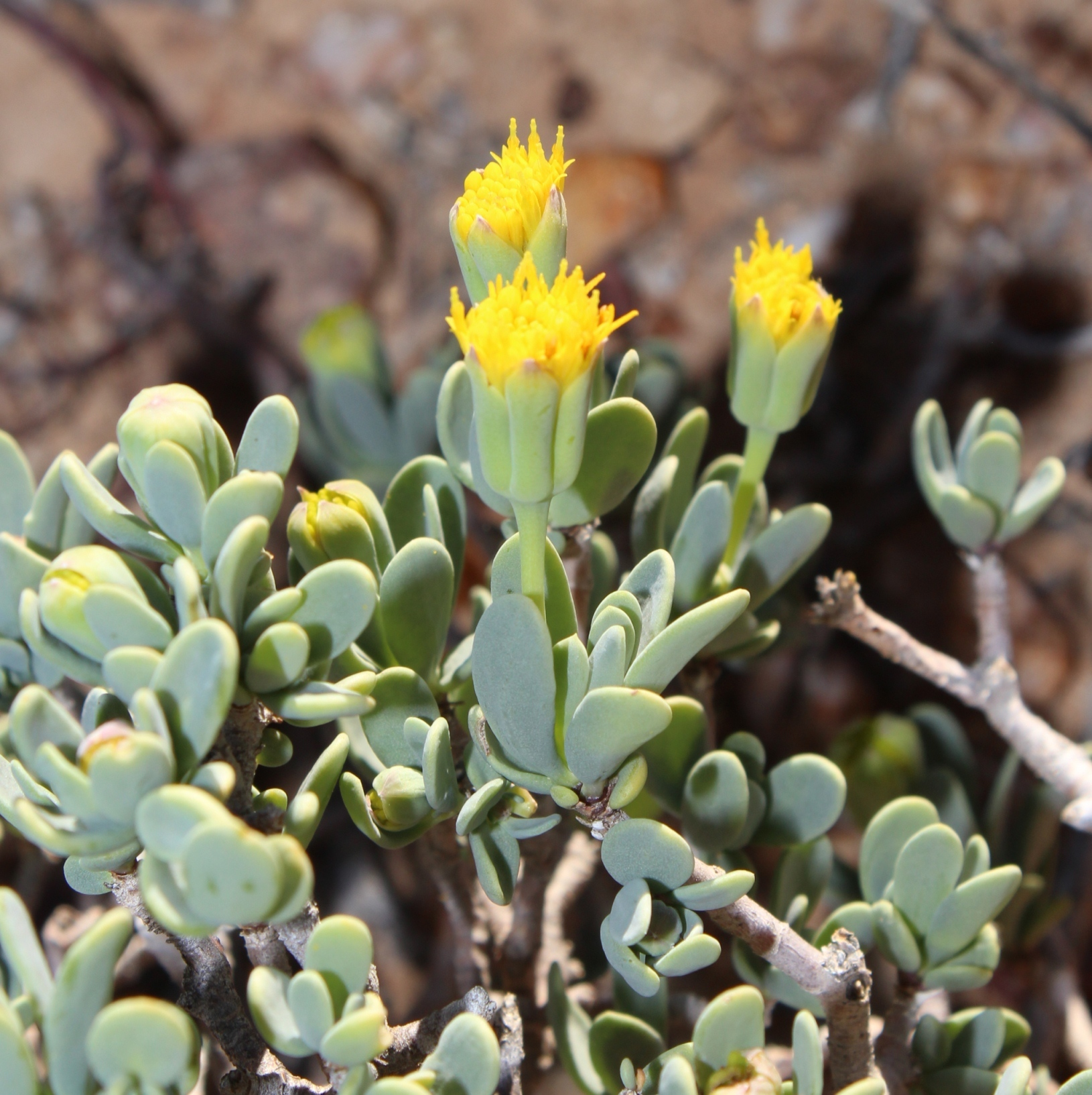
Othonna arbuscula

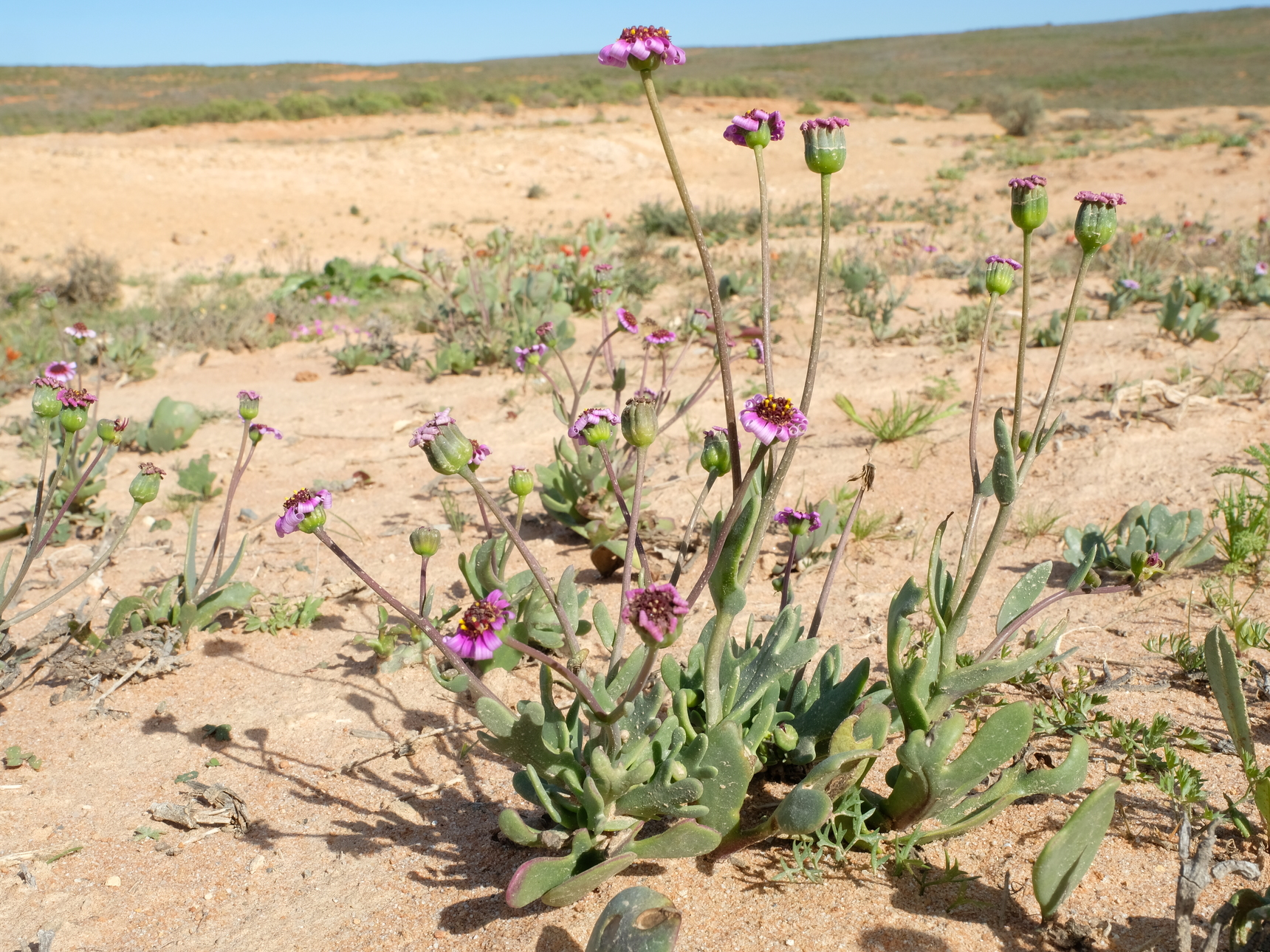
Othonna cakilifolia

Otona (Othonna L.) – rodzaj roślin z rodziny astrowatych. Obejmuje 85 gatunków. Występują one w południowej Afryce sięgając na północy do Angoli i Zimbabwe.

## Morfologia

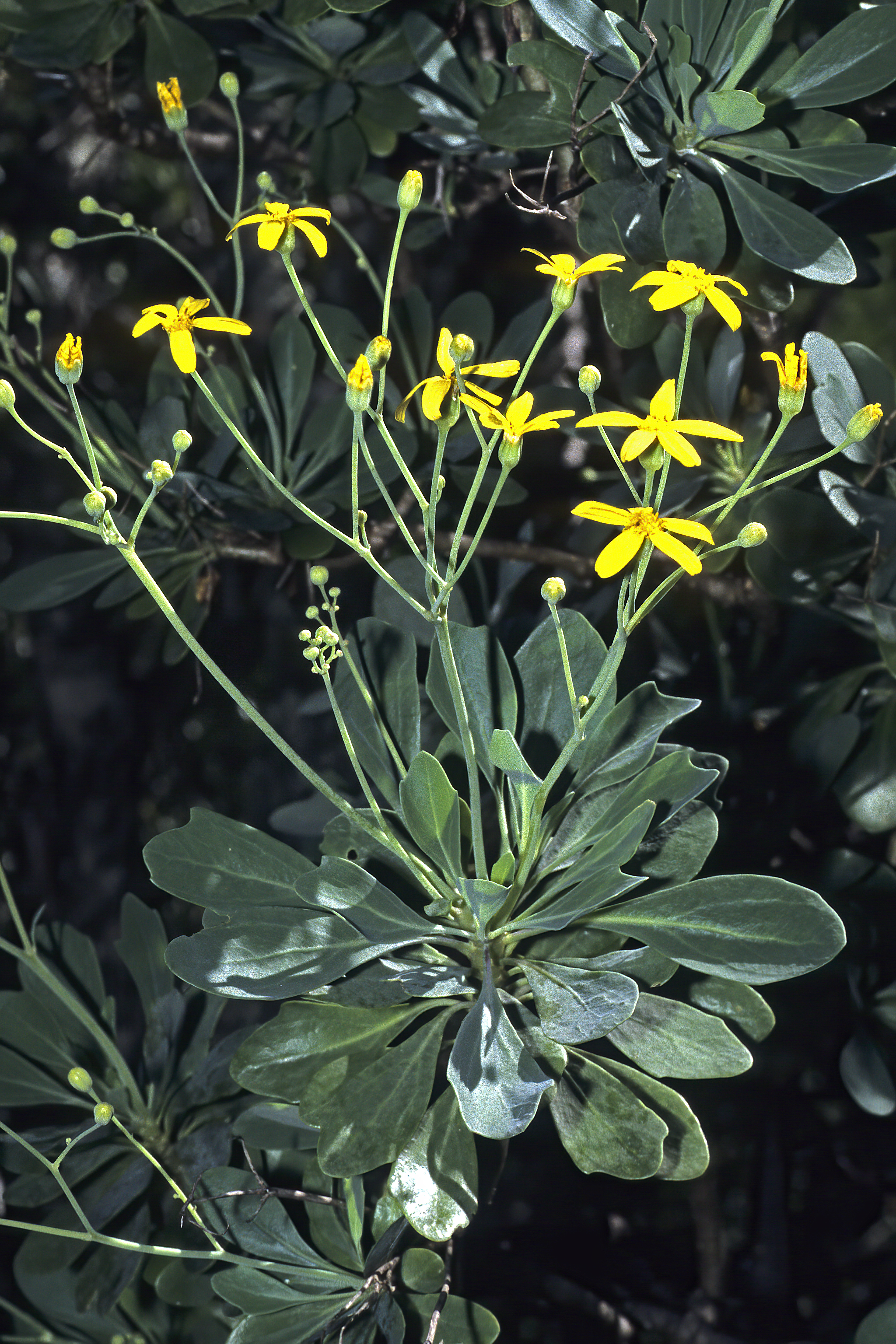
Othonna triplinervia

PokrójKseromorficzne, gruboszowate krzewy i rośliny zielne często z podziemnymi bulwami lub zgrubiałymi kłączami.
LiścieOdziomkowe lub łodygowe, skrętoległe, siedzące lub krótkoogonkowe. Blaszki są obłe lub płaskie, na ogół nagie, całobrzegie lub ząbkowane albo piłkowane.
KwiatyZebrane w pojedyncze koszyczki na szczycie szypuł kwiatostanowych lub w liczne koszyczki tworzące baldachogroniaste kwiatostany złożone. Okrywy z listkami wyrastającymi w jednym rzędzie, zrastającymi się przynajmniej nasadami. Kwiaty języczkowe na skraju koszyczka są płodne, a rurkowate wewnątrz – płonne. Korona kwiatów jest żółta, biała, różowa lub fioletowa.
OwoceNiełupki eliptyczno podługowate, nagie lub omszone. Puch kielichowy trwały lub rychło odpadający, w postaci licznych włosków w kolorze białym, słomiastym, różowym do fioletowego.

## Systematyka
Rodzaj z podplemienia Othonninae plemienia Senecioneae z podrodziny Asteroideae i rodziny astrowatych Asteraceae. 
Wykaz gatunków
- Othonna arborescens L.
- Othonna arbuscula (Thunb.) Sch.Bip.
- Othonna armiana van Jaarsv.
- Othonna auriculifolia Licht. ex Less.
- Othonna brandbergensis B.Nord.
- Othonna bulbosa L.
- Othonna burttii B.Nord.
- Othonna cacalioides L.f.
- Othonna cakilefolia DC.
- Othonna cerarioides Magoswana & J.C.Manning
- Othonna ciliata L.f.
- Othonna coronopifolia L.
- Othonna cremnophila B.Nord. & van Jaarsv.
- Othonna cuneata DC.
- Othonna cyclophylla Merxm.
- Othonna daucifolia J.C.Manning & Goldblatt
- Othonna dentata L.
- Othonna digitata L.f.
- Othonna eriocarpa (DC.) Sch.Bip.
- Othonna euphorbioides Hutch.
- Othonna frutescens L.
- Othonna furcata (Lindl.) Druce
- Othonna globosa Koek.
- Othonna graveolens O.Hoffm.
- Othonna gymnodiscus (DC.) Sch.Bip.
- Othonna hallii B.Nord.
- Othonna haumannii van Jaarsv. & A.le Roux
- Othonna hederifolia B.Nord.
- Othonna herrei Pillans
- Othonna heterophylla L.f.
- Othonna huillensis Welw. ex Hiern
- Othonna humilis Schltr.
- Othonna intermedia Compton
- Othonna lasiocarpa (DC.) Sch.Bip.
- Othonna lepidocaulis Schltr.
- Othonna leptodactyla Harv.
- Othonna lilacina Magoswana & J.C.Manning
- Othonna linearifolia (DC.) Sch.Bip.
- Othonna lobata Schltr.
- Othonna lyrata DC.
- Othonna macrophylla DC.
- Othonna macrosperma DC.
- Othonna membranifolia DC.
- Othonna mucronata Harv.
- Othonna multicaulis Harv.
- Othonna natalensis Sch.Bip.
- Othonna nigromontana Magoswana & J.C.Manning
- Othonna obtusiloba Harv.
- Othonna oleracea Compton
- Othonna osteospermoides DC.
- Othonna othonnites Druce
- Othonna pachypoda Hutch.
- Othonna parviflora L.
- Othonna pavelkae Lavranos
- Othonna pavonia E.Mey. ex DC.
- Othonna perfoliata (L.f.) Jacq.
- Othonna petiolaris DC.
- Othonna pinnata L.f.
- Othonna pluridentata DC.
- Othonna primulina DC.
- Othonna pteronioides Harv.
- Othonna pumilio Koek.
- Othonna purpurascens Harv.
- Othonna quercifolia DC.
- Othonna quinquedentata Thunb.
- Othonna quinqueradiata DC.
- Othonna ramulosa DC.
- Othonna retrofracta Jacq.
- Othonna retrorsa DC.
- Othonna revoluta Magoswana & J.C.Manning
- Othonna rosea Harv.
- Othonna rotundiloba DC.
- Othonna rufibarbis Harv.
- Othonna sinuata Magoswana & J.C.Manning
- Othonna spinescens DC.
- Othonna stenophylla Levyns
- Othonna taraxacoides (DC.) Sch.Bip.
- Othonna tephrosioides Sond.
- Othonna trinervia DC.
- Othonna triplinervia DC.
- Othonna umbelliformis DC.
- Othonna undulosa (DC.) J.C.Manning & Goldblatt
- Othonna viminea E.Mey. ex DC.
- Othonna wrinkleana Lavranos
- Othonna zeyheri Sond. ex Harv.